# Distretto di Kanthararom
Il distretto di Kanthararom (in thailandese: กันทรารมย์) è un distretto (amphoe) della Thailandia, situato nella provincia di Sisaket.